# Toby Roberts
Pour les articles homonymes, voir Roberts.
 (juin 2024).
La mise en forme du texte ne suit pas les recommandations de Wikipédia : il faut le « wikifier ».
Les points d'amélioration suivants sont les cas les plus fréquents. Le détail des points à revoir est peut-être précisé sur la page de discussion.
- Les titres sont pré-formatés par le logiciel. Ils ne sont ni en capitales, ni en gras.
- Le texte ne doit pas être écrit en capitales (les noms de famille non plus), ni en gras, ni en italique, ni en « petit »…
- Le gras n'est utilisé que pour surligner le titre de l'article dans l'introduction, une seule fois.
- L'italique est rarement utilisé : mots en langue étrangère, titres d'œuvres, noms de bateaux, etc.
- Les citations ne sont pas en italique mais en corps de texte normal. Elles sont entourées par des guillemets français : « et ».
- Les listes à puces sont à éviter, des paragraphes rédigés étant largement préférés. Les tableaux sont à réserver à la présentation de données structurées (résultats, etc.).
- Les appels de note de bas de page (petits chiffres en exposant, introduits par l'outil «  Source ») sont à placer entre la fin de phrase et le point final[comme ça].
- Les liens internes (vers d'autres articles de Wikipédia) sont à choisir avec parcimonie. Créez des liens vers des articles approfondissant le sujet. Les termes génériques sans rapport avec le sujet sont à éviter, ainsi que les répétitions de liens vers un même terme.
- Les liens externes sont à placer uniquement dans une section « Liens externes », à la fin de l'article. Ces liens sont à choisir avec parcimonie suivant les règles définies. Si un lien sert de source à l'article, son insertion dans le texte est à faire par les notes de bas de page.
- La présentation des références doit suivre les conventions bibliographiques. Il est recommandé d'utiliser les modèles {{Ouvrage}}, {{Chapitre}}, {{Article}}, {{Lien web}} et/ou {{Bibliographie}}. Le mode d'édition visuel peut mettre en forme automatiquement les références.
- Insérer une infobox (cadre d'informations à droite) n'est pas obligatoire pour parachever la mise en page.

Pour une aide détaillée, merci de consulter Aide:Wikification.
Si vous pensez que ces points ont été résolus, vous pouvez retirer ce bandeau et améliorer la mise en forme d'un autre article.
Toby Roberts (né le 15 mars 2005) est un grimpeur anglais spécialisé dans l'escalade de compétition et l'escalade sportive en plein air. Il est le plus jeune grimpeur britannique à avoir réussi une voie d'escalade sportive cotée 9a (5.14d). En 2024, après avoir été le premier grimpeur britannique à se qualifier pour les Jeux olympiques, il remporte le titre du combiné bloc-difficulté.

## Jeunesse
Roberts est originaire d'Elstead, Surrey. Il est le fils de Tristian et Marina Roberts.
Roberts a fréquenté l'Edgeborough School, une école préparatoire mixte indépendante à Frensham (village près de Farnham) dans le Surrey, où il a été initié à l'escalade en 2013, ainsi que la King Edward's School, une école et pensionnat indépendant à Wormley (un village près de Witley ), également dans le Surrey.

### Escalade en extérieur
En 2015, alors âgé de seulement dix ans, il réalise après travail le 8a historique britannique Raindogs, à Malham Cove dans le Yorkshire du Nord. En 2020, à 15 ans, Roberts est devenu le plus jeune grimpeur britannique à gravir un 9a (5.14d) en réalisant l'ascension de Rainshadow, dont la première ascension fut réalisée par Steve McClure et se situant également à Malham Cove. En 2021, Roberts est devenu le 12e grimpeur à réaliser la voie historique de Ben Moon Hubble, à Raven Tor (la première voie au monde cotée 8c+),.

### Escalade de compétition
En juin 2023, Roberts a remporté sa première médaille d'or en bloc chez les seniors. En octobre 2023, à l'âge de 18 ans, il est devenu le premier grimpeur britannique masculin – et le deuxième grimpeur britannique après Shauna Coxsey – à gagner une place aux Jeux olympiques d'escalade en remportant les qualifications olympiques européennes à Laval, en France,.

## Résultats en compétition

### Jeux olympiques
- Médaille d'or à l'épreuve de combiné (bloc-difficulté) aux Jeux olympiques de 2024.

### Coupe du monde IFSC[10]

#### Escalade de difficulté
| Année | Or | Argent | Bronze | Total |
| ----- | -- | ------ | ------ | ----- |
| 2022  |    |        | 1      | 1     |
| 2023  | 1  |        |        | 1     |
| 2024  | 1  |        |        | 1     |
| Total | 2  |        | 1      | 3     |

#### Bloc
| Année | Or | Argent | Bronze | Total |
| ----- | -- | ------ | ------ | ----- |
| 2023  | 1  |        | 1      | 2     |
| Total | 1  |        | 1      | 2     |

### Championnats du monde jeunes d'escalade IFSC[10]
| Discipline | 2022 Jeune A |
| ---------- | ------------ |
| Bloc       | 2            |
| Difficulté | 2            |

## Ascensions notables

### Escalade libre
Neuvième degré:
- Batman 9a+ (5.15a) – Malham Cove (Royaume-Uni) – 2021. En réalisant cette ascension, il est devenu le plus jeune grimpeur britannique à réaliser une voie cotée 9a+, à l'âge de 15 ans.

- Rainshadow 9a (5.14d) – Malham Cove (Royaume-Uni) – 2020. En réalisant cette ascension, il est devenu le plus jeune grimpeur britannique à réaliser une voie cotée 9a, à l'âge de 15 ans.

Huitième degré:
- Hubble 8c+ (5.14c) – Raven Tor (Royaume-Uni) – 2021. Il s'agit d'une voie historique, dont Ben Moon réalisa la première ascension,.

- Revelations 8b (5.13d) – Raven Tor (Royaume-Uni) – octobre 2016. En réalisant cette voie historique, grimpée pour la première fois par Jerry Moffatt, à l'âge de 10 ans, il devient le plus jeune britannique à grimper une voie cotée 8b.

- Raindogs 8a (5.13b) – Malham Cove (Royaume-Uni) – octobre 2015. En réalisant cette voie historique à l'âge de 10 ans, il devient le plus jeune britannique à grimper une voie cotée 8a,.